# Helius (Helius) brachyphallus
Helius (Helius) brachyphallus is een tweevleugelige uit de familie steltmuggen (Limoniidae). De soort komt voor in het Afrotropisch gebied.